# Albert Szent-Györgyi

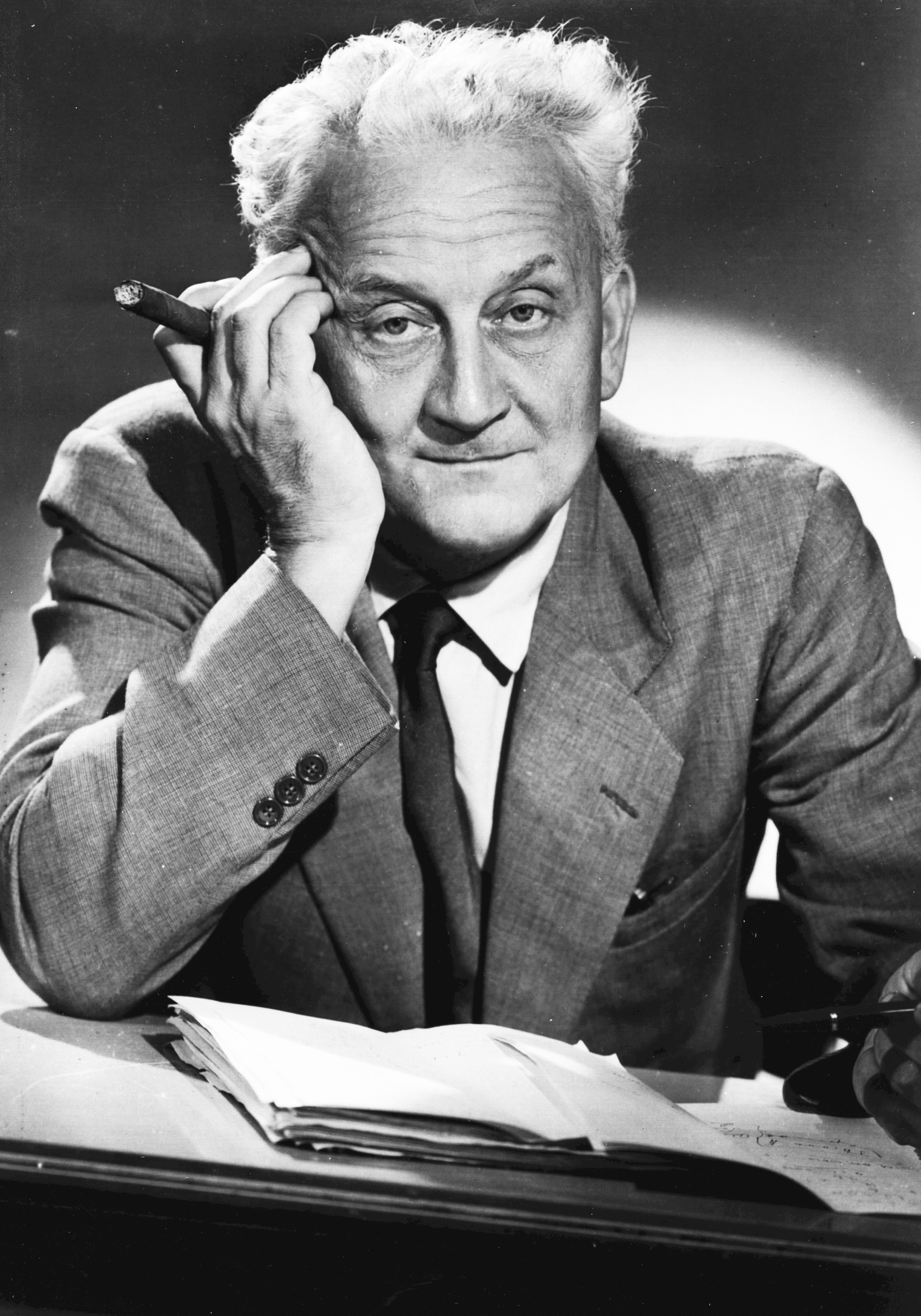
Albert Szent-Györgyi, ca. 1948

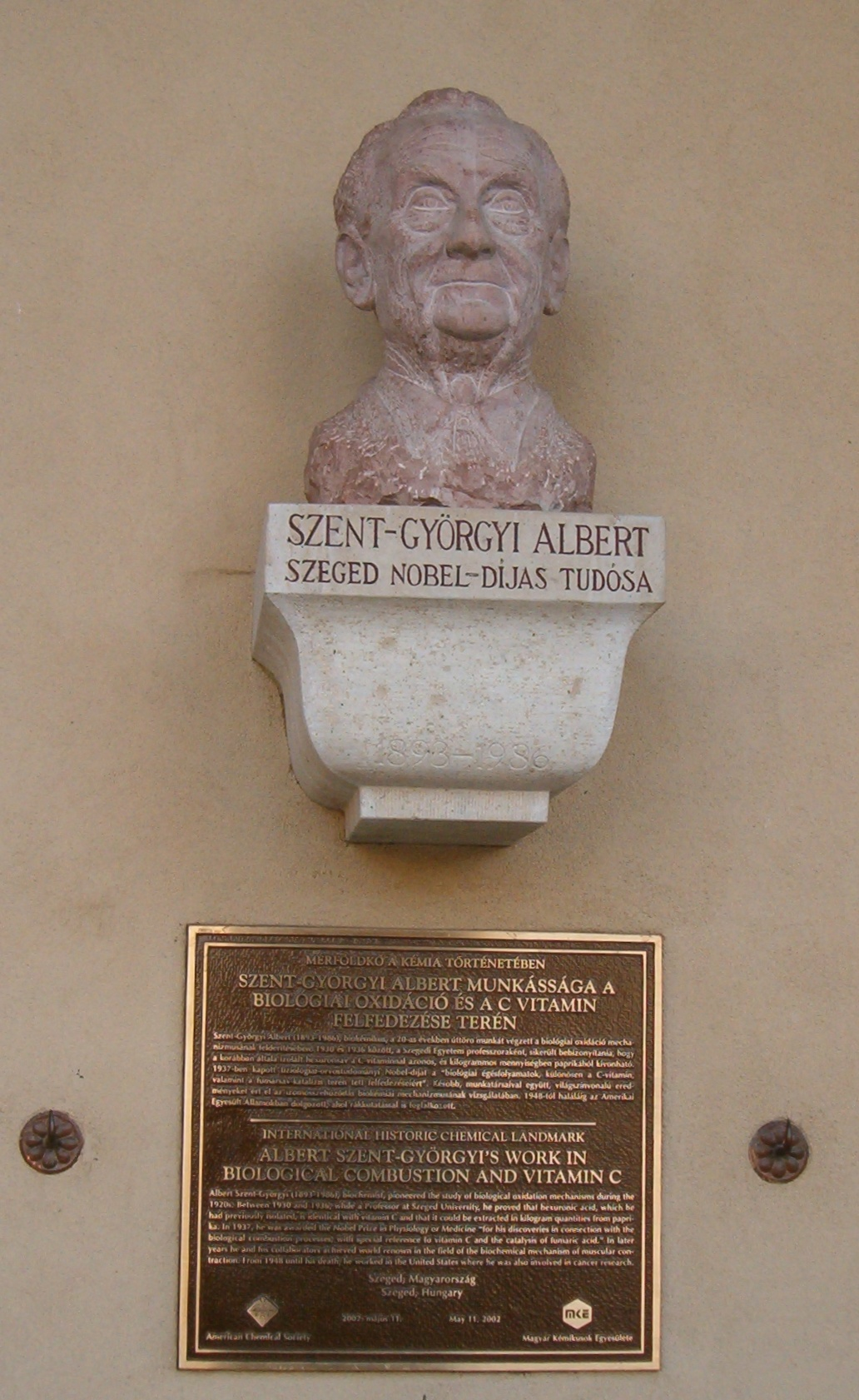
Büste und Gedenktafel in Szeged

Albert Szent-Györgyi von Nagyrápolt (ungarisch nagyrápolti Szent-Györgyi Albert) [nɒɟraːpoltɪ ˈsɛntɟørɟi ˈɒlbɛrt] (* 16. September 1893 in Budapest, Österreich-Ungarn; † 22. Oktober 1986 in Woods Hole, Massachusetts) war ein ungarisch-US-amerikanischer Mediziner, Biochemiker sowie Nobelpreisträger für Physiologie oder Medizin für die Isolierung der Ascorbinsäure (Vitamin C).

## Leben
Albert Szent-Györgyi wurde 1893 in Budapest geboren. Sein Vater Miklós Szent-Györgyi stammte aus Marosvásárhely in Siebenbürgen und gehörte dem dortigen ungarischen Kleinadel an. Er war von calvinistischer Konfession. Seine Mutter Jozefin, geb. Lenhossék, war römisch-katholisch und entstammte einer bürgerlichen Akademikerfamilie. Szent-Györgyi begann 1911 ein Studium der Medizin an der Vorgängerinstitution der heutigen Semmelweis-Universität in Budapest, bis er zum Beginn des Ersten Weltkrieges in die k.u.k. Armee eingezogen wurde. Seinen Dienst leistete er bis 1917 an italienischen und russischen Fronten und wurde für Tapferkeit ausgezeichnet.
Im Sommer 1914, als der Erste Weltkrieg ausbrach, absolvierte Albert Szent-Györgyi gerade seinen dreimonatigen Pflichtdienst für Studenten und meldete sich als Freiwilliger im 65. Infanterieregiment von Miskolc an die Ostfront, wo er bis 1916 als Militärarzt diente, als seine Einheit während der Brussilow-Offensive nur knapp der russischen Armee entkam. Er wurde mit der Silbernen Tapferkeitsmedaille ausgezeichnet, weil er sein Leben riskiert hatte, um Verwundete zu retten. Die Schrecken des Grabenkriegs machten ihn kriegsmüde, und einige Tage nach dem Rückzug schoss er sich in den linken Arm, um in ein Krankenhaus eingeliefert zu werden. Während seines Urlaubs setzte er sein Universitätsstudium fort und erwarb 1917 in einem Schnellkurs seinen medizinischen Abschluss. Am 15. September 1917 heiratete er Kornelia Demény, eine Tochter des Generaldirektors der ungarischen Post, die er ein Jahr zuvor kennen gelernt hatte. Kurz darauf, Ende September, wurde er nach Udine in Italien versetzt, wo er als Militärarzt in einem Krankenhaus etwa 80 km von der Front entfernt arbeitete. Im Herbst 1918 denunzierte er seinen Vorgesetzten im Hauptquartier, weil dieser Experimente an italienischen Kriegsgefangenen durchführte, und wurde daraufhin in ein Malariagebiet versetzt. Er erreichte seinen neuen Posten jedoch nie, weil am 3. Oktober 1918 seine Tochter Nelli geboren wurde. Für die Geburt seines Kindes erhielt er Sonderurlaub, und als sein Urlaub auslief, war der Krieg vorbei.
Szent-Györgyi widmete sich nach dem Krieg der Pharmakologie, beendete seine Studien in Budapest und ging nach Prag (zu Armin Tschermak-Seysenegg), später Berlin, wo er sich weiterführenden Studien der Physiologie widmete. Am Tropeninstitut der Universität Hamburg studierte er zwei Jahre physikalische Chemie, wie auch in Leiden (ab 1920, als Assistent am Pharmakologischen Institut) und von 1922 bis 1926 bei Hamburger am Physiologischen Institut der Universität Groningen in den Niederlanden, wo er sich für das Fach Biochemie habilitierte. 1927 ging er als Rockefeller Fellow nach Fitzwilliam College, Cambridge. Dort und während eines Gastaufenthaltes in Rochester machte er seine ersten Entdeckungen an der Ascorbinsäure. 1930 folgte er einem Ruf als Professor für medizinische Chemie an die Universität Szeged in Ungarn. 1934 wurde er Mitglied der Deutschen Akademie der Naturforscher Leopoldina. Nach Ende des Zweiten Weltkrieges wechselte Szent-Györgyi zunächst nach Budapest und emigrierte dann 1947 in die Vereinigten Staaten; 1955 wurde er amerikanischer Staatsbürger. 1947 übernahm er die Leitung des Instituts für Muskulaturforschung des Meeresbiologischen Laboratoriums in Woods Hole (Massachusetts). Im selben Jahr wurde er zum korrespondierenden Mitglied der Göttinger Akademie der Wissenschaften und zum Ehrenmitglied (Honorary Fellow) der Royal Society of Edinburgh gewählt. 1956 wurde er in die National Academy of Sciences, 1957 in die American Academy of Arts and Sciences und 1970 in die Académie royale des Sciences, des Lettres et des Beaux-Arts de Belgique gewählt. Er wurde 1966 emeritiert. Aus seiner zweiten Ehe mit seiner Arbeitskollegin Márta Borbíró entstammt eine Tochter.
Die 1957 von der Universität Szeged abgetrennte Medizinische Universität in Szeged hieß ab 1987 Albert-Szent-Györgyi-Universität für Medizinische Wissenschaften. 2000 ging sie wieder in der Universität der Wissenschaften Szeged auf; die Medizinische Fakultät ist aber weiter nach Albert Szent-Györgyi benannt. Die US-amerikanische National Foundation for Cancer Research vergibt seit 2006 den Szent-Györgyi Prize für Krebsforschung. Am 16. September 2011 erinnerte Google mit einem Doodle an den 118. Geburtstag von Szent-Györgyi.

## Bedeutende Leistungen

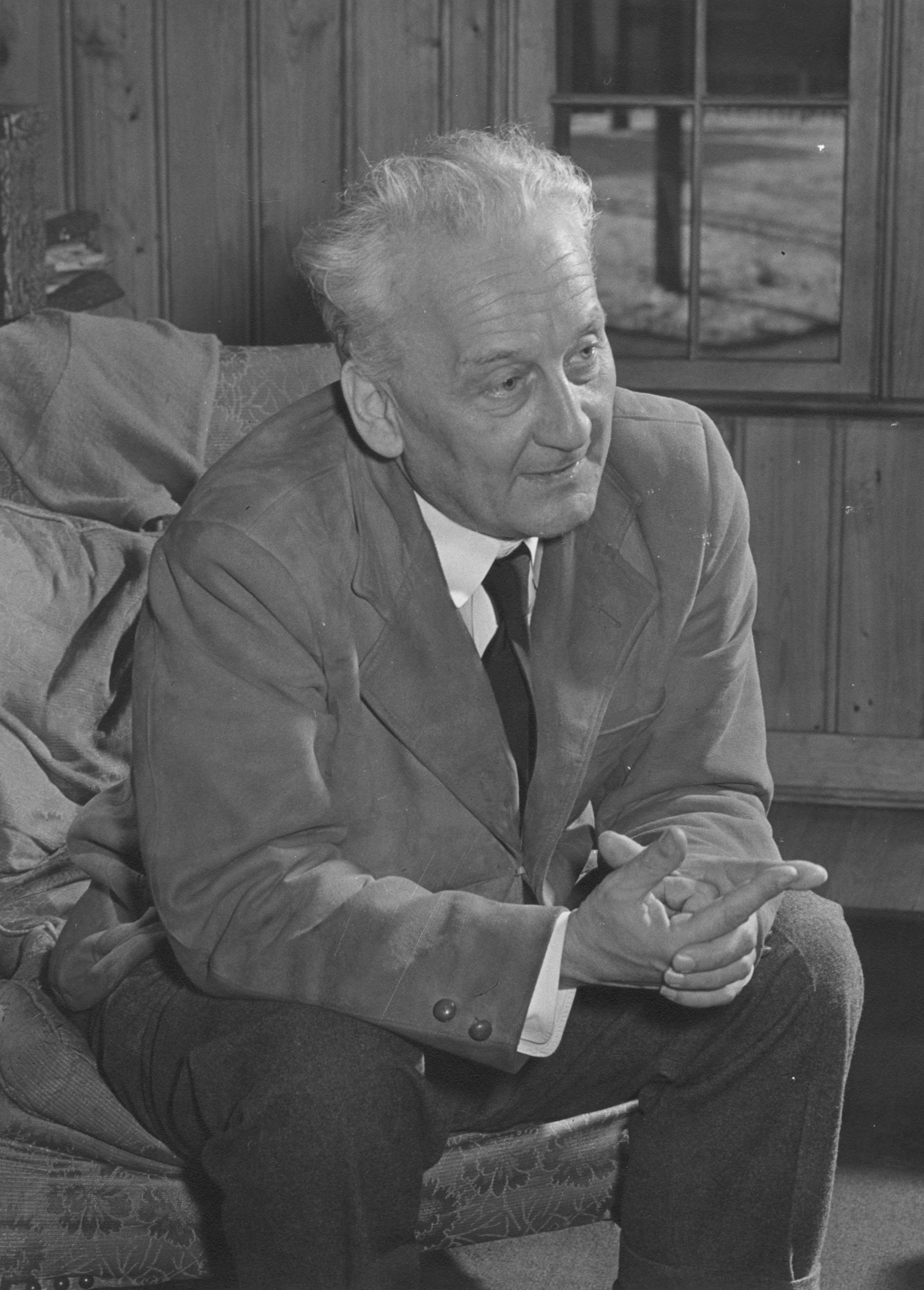
Albert Szent-Györgyi, ca. 1948

Im Jahr 1927 entdeckte Szent-Györgyi, dass der bereits 1920 von Jack Cecil Drummond (1891–1952) „Vitamin C“ genannte, als „Anti-Skorbut-Faktor“ postulierte und in Zitrusfrüchten vorkommende Stoff, auch in der menschlichen Nebennierenrinde vorkommt. Er konnte die Summenformel der stark reduzierend wirkenden, sauren Substanz bestimmen und entdeckte, dass es sich um ein Kohlenhydrat handelt. In den folgenden Jahren untersuchte er die neu entdeckte Substanz während seiner Tätigkeiten an den Universitäten von Cambridge, Rochester und Szeged. Nachdem es ihm 1931 gelungen war, die Verbindung aus Paprika zu isolieren, nannte er sie Hexuronsäure; da er noch im selben Jahr die Identität mit Vitamin C beweisen konnte, benannte er sie in Ascorbinsäure (von A[nti]-Scorbut) um.
Weitere wichtige Arbeiten von Szent-Györgyi betreffen den körpereigenen Kohlenhydratstoffwechsel, insbesondere den Citratzyklus, und die Rolle des Energieträgers Adenosintriphosphat in Muskelzellen. Unter anderem bewies Szent-Györgyi, dass der aktive Sauerstoff den aktiven Wasserstoff oxidiert. Nach ihm und einem befreundeten Nobelpreisträger Hans Krebs wurde der Szent-Györgyi-Krebs-Zyklus benannt (dieser Name ist allerdings hauptsächlich in Ungarn verbreitet, anderswo kennt man diesen Bestandteil der aeroben Glykolyse eher unter Krebs- oder Citratzyklus). „Für seine Entdeckungen auf dem Gebiet der biologischen Verbrennungsprozesse, besonders in Beziehung auf das Vitamin C und die Katalyse der Fumarsäure“ erhielt er 1937 den Nobelpreis für Medizin. Nach dem Nobelpreis erzielte er auf dem Gebiet der Muskelkontraktion wichtige Erfolge für das Verständnis der Muskelbiologie und leistete dadurch Vorarbeiten u. a. für Setsurō Ebashi. Auf diese Zeit geht die Formulierung des Szent-Györgyi-Quotienten zurück. In den 1930er Jahren entdeckte er die Bioflavonoide, die er zunächst als Vitamin P bezeichnete. – Die Flavonoide zählen zu den sekundären Pflanzenstoffen.
1970 erschien sein gesellschaftskritisches Buch The Crazy Ape (Der fehlentwickelte Affe), in dem er sich mit einer einseitigen Fixierung der heutigen Gesellschaft auf den technischen Fortschritt auseinandersetzt.

## Veröffentlichungen (Auswahl)
- Observations on the function of peroxidase systems and the chemistry of the adrenal cortex. In: Biochem. J. Band 22, Nr. 6, 1928, S. 1387–1409, doi:10.1042/bj0221387.
- Joseph Louis Svirbely, Albert Szent-Györgyi: The chemical nature of vitamin C. In: Biochem. J. Band 26, Nr. 3, 1932, S. 865–870, PMC 1260981 (freier Volltext).
- On Oxidation, Fermentation, Vitamins, Health and Disease. Baltimore 1939.
- Chemistry of Muscular Contraction. New York 1947
- Nature of Life. New York 1947
- Contraction in Body and Heart Muscle. New York 1953
- Bioenergetics. In: Science. Band 124, Nr. 3227. New York 2. November 1956, S. 873–875, PMC 1252273 (freier Volltext).
- Introduction to a Submolecular Biology., 1960
- The Crazy Ape., 1970
- Biology and Pathology of Water. In: Perspectives in Biology and Medicine. Band 14, Nr. 2, 1971, S. 239–249, doi:10.1353/pbm.1971.0014.
- The Living State. With Observations on Cancer., 1972